# Liste des députés européens d'Estonie de la 10e législature

Cet article présente la liste des députés européens d'Estonie élus lors des élections européennes de 2024 en Estonie.

## Députés européens élus en 2024
| Nom              | Parti | Parti                         | Groupe | Groupe |
| ---------------- | ----- | ----------------------------- | ------ | ------ |
| Marina Kaljurand |       | Parti social-démocrate        |        | S&D    |
| Jaak Madison     |       | Parti du centre d'Estonie     |        | CRE    |
| Sven Mikser      |       | Parti social-démocrate        |        | S&D    |
| Urmas Paet       |       | Parti de la réforme d'Estonie |        | RE     |
| Jüri Ratas       |       | Isamaa                        |        | PPE    |
| Riho Terras      |       | Isamaa                        |        | PPE    |
| Jana Toom        |       | Parti du centre d'Estonie     |        | RE     |